# دارن فورمن (بازیکن فوتبال)
دارن فورمن (انگلیسی: Darren Foreman؛ زادهٔ ۱۲ فوریهٔ ۱۹۶۸) بازیکن فوتبال اهل بریتانیا است.
از باشگاه‌هایی که در آن بازی کرده‌است می‌توان به باشگاه فوتبال بارنزلی، باشگاه فوتبال کرو آلکساندرا، باشگاه فوتبال بارو، و باشگاه فوتبال گیتزهد اشاره کرد.